# Suła (obwód kurski)
Suła (ros. Сула) – wieś (ros. село, trb. sieło) w zachodniej Rosji, w sielsowiecie niżniegridinskim rejonu bolszesołdatskiego w obwodzie kurskim.

## Geografia
Miejscowość położona jest w pobliżu rzeki Niemcza, 5,5 km od centrum administracyjnego sielsowietu niżniegridinskiego (Niżnieje Gridino), 19 km od centrum administracyjnego rejonu (Bolszoje Sołdatskoje), 49 km od Kurska.
W granicach miejscowości znajduje się ulica Sulanskaja.

## Demografia
W 2010 r. miejscowość zamieszkiwały 104 osoby.